# Einsamer Wolf (Spielbuch)
Einsamer Wolf ist eine 20-teilige (im englischen Original 30-teilige) Spielbuch-Reihe, geschaffen von Joe Dever. Die ersten acht Bände der Reihe wurden von Gary Chalk, alle weiteren Teile von Brian Williams illustriert. Die Reihe wurde ab 1984 zuerst in England und noch im selben Jahr in Deutschland veröffentlicht. Sie ist eine der erfolgreichsten Spielbuch-Serien, und bis heute wurden weltweit über 10 Millionen Exemplare verkauft.
Die Geschichte spielt auf der eigenständigen Fantasywelt Magnamund, wo die Mächte von Gut und Böse in einem epischen Krieg aufeinandertreffen und um die Vorherrschaft auf dem Planeten kämpfen. Die Hauptfigur ist Einsamer Wolf, der letzte Überlebende eines Ordens von Kriegermönchen, den Kai-Lords. Die Bücher sind in der zweiten Person geschrieben und erzählen somit die Abenteuer von Einsamer Wolf als wäre der Leser selbst die Hauptfigur. Als Einsamer Wolf muss der Leser in jedem Buch regelmäßig Entscheidungen treffen, die den Verlauf und den Ausgang der Handlung beeinflussen.
Während die deutsche Auflage nach Band 12 Anfang der 1990er-Jahre vom Goldmann Verlag eingestellt wurde, brachte es die Reihe in England bis zu ihrer Einstellung im Jahre 1998 auf 28 Bände. Seit 2007 wurden die Bücher in einer vom Autor überarbeiteten und erweiterten Fassung von Moongoose Publishing in England wieder aufgelegt und durch Rich Longmore und Nathan Furman komplett neu illustriert. Dabei soll die Reihe, so wie es ursprünglich auch geplant war, von 28 auf 32 Bände erweitert werden. Diese überarbeitete Neuauflage wird seit April 2009 durch den Mantikore-Verlag auch in Deutschland veröffentlicht. Der Verlag hat angekündigt, alle 32 Bände der Reihe in deutscher Sprache herauszubringen. Seit Band 18 der Neuauflage wird auch die englische Originalfassung durch den Mantikore-Verlag vertrieben.
In England existieren zudem zwei Rollenspiele von Einsamer Wolf:
- The Lone Wolf RPG (August Hahn, Mongoose Publishing, 2004), auf dem d20-System basiert;
- Lone Wolf Multiplayer Gamebook (Matthew Sprange, Mongoose/Cubicle 7, 2010), mit demselben System wie die Spielbücher.

Die Arbeiten an einem Computerspiel, das auf dem ersten Band der Reihe basiert und von Ksatria Gameworks entwickelt wurde, mussten aus finanziellen Gründen im Februar 2009 eingestellt werden.
Ende 2013 wurde vom Spieleanbieter „BulkyPix“ eine Spieleversion für iOS (iPad/iPhone) veröffentlicht, die bisher (Stand April 2015) vier umfangreiche Kapitel umfasst.
Am 27. November 2014 erschien vom Entwickler Forge Reply srl (Publisher: Plug In Digital, BulkyPix) ein PC-Rollenspiel zu Lone Wolf mit dem Titel Joe Dever's Lone Wolf HD Remastered (zu beziehen z. B. über Steam), das im Stile der Spielebücher eine eigenständige Geschichte im LW-Universum erzählt. Es gewann 2013 und 2014 einige Indie-Computerspielepreise.

## Handlung
Magnamund ist ein Planet im Universum von Aon, der zum Mittelpunkt einer epischen Schlacht zwischen den Mächten des Guten, darunter Kai (Gott der Sonne) und Ishir (Göttin des Mondes), und Naar, dem Gott der Finsternis, wird.
Magnamund teilt sich dabei in zwei große Kontinente, das Nördliche und das Südliche Magnamund. Im Nordosten des Nördlichen Magnamund liegt das Königreich Sommerlund, dessen Volk, die Sommerlendinge, hingebungsvolle Anhänger des Gottes Kai sind. Unter ihnen gibt es einige, die bereits von Geburt an über außergewöhnliche Fähigkeiten verfügen. Schon in frühester Kindheit werden sie in der Kai-Abtei zu mächtigen Kriegern, den Kai-Lords, oft auch nur „Kai“ genannt, ausgebildet. Sie sind Sommerlunds wichtigster Schutz gegen die Handlanger des dunklen Gottes Naar.
Naars mächtigste Diener auf Magnamund sind die Schwarzen Lords, deren Heimat die trostlose, verbrannte Ödnis der Finsteren Länder westlich von Sommerlund ist. Dort steht die Stadt Helgedad, auch „die dunkle Stadt“ genannt. Dieses Reich, in dem sonst kaum Leben möglich ist, erlaubt es den Schwarzen Lords auf Magnamund zu überleben, denn trotz ihrer großen Macht werden sie durch die natürliche Atmosphäre dieser Welt stark geschwächt. Ihr Ziel, Magnamund zu unterjochen, können sie daher nur aus der Ferne verfolgen, indem sie Armeen aus Drakkarim (Menschen, die sich Naar verschrieben haben), Giaks (kleinwüchsige Geschöpfe, die sich endlos vermehren) und anderen Kreaturen in den Krieg schicken. Zu ihren gefährlichsten Dienern zählen dabei Vordak (Untote mit übersinnlichen Fähigkeiten) und Helghast (gestaltwandelnde Untote).
In der Kai-Abtei wird auch ein junger Initiand namens Lautloser Wolf ausgebildet. Am Morgen des Fehmarnfestes, an dem traditionell alle Kai-Lords in der Abtei versammelt sind, fällt plötzlich eine Armee der Schwarzen Lords in Sommerlund ein. Die Abtei ist eines der ersten Ziele dieser Invasion, und alle Kai-Lords werden bei dem Versuch, die Abtei zu verteidigen, getötet. Lautloser Wolf gelingt es in dieser Schlacht, das Signalfeuer der Abtei zu entzünden, um so den König in der Hauptstadt Holmgard vor dem Angriff der Schwarzen Lords zu warnen. Als er schließlich aus den Trümmern der brennenden Abtei flieht, ist er der einzige Überlebende des Ordens. (In der Erstauflage des Goldmann Verlags sammelt Lautloser Wolf gerade Feuerholz, als sich der Angriff ereignet. Als er zur Abtei zurückeilt, stößt er sich den Kopf an einem tiefhängenden Ast und verliert das Bewusstsein. Als er wieder erwacht, liegt die Abtei bereits in Trümmern.) Als Letzter der Kai nennt er sich von nun an Einsamer Wolf und macht sich auf den Weg in die Hauptstadt, um dem König vom traurigen Ende des Kai-Ordens zu berichten.
Die Kai-Reihe (Band 1 bis 5) begleitet Einsamer Wolf, als er sich zunächst zur Hauptstadt Holmgard durchkämpft und anschließend die Armee des verbündeten Nachbarlands Durenor zu Hilfe holt, um die Invasion zurückzuschlagen. Er bringt einen sommerlendischen Verräter zur Strecke, der die Schwarzen Lords bei ihrer Invasion unterstützt hat, und deckt eine verhängnisvolle Verschwörung auf. Am Ende der Reihe findet Einsamer Wolf das Buch der Magnakai wieder, eine uralte Schrift, in der das hohe Wissen der Kai-Lords niedergeschrieben steht. Mit dem Massaker an den Kai und Einsamer Wolf als einzigem Überlebenden hatte man dieses Wissen für verloren gehalten.
Die Magnakai-Reihe (Band 6 bis 12) setzt die Geschichte fort. Einsamer Wolf ist inzwischen ein erwachsener Kai-Meister und hat es sich zum Ziel gesetzt, sich das Wissen der Magnakai anzueignen. Das Buch, das er gefunden hat, ist alt und unvollständig. Um die Lehren zu verstehen und einen neuen Kai-Orden zu errichten, muss Einsamer Wolf in die Fußstapfen von Sonnenadler, dem ersten Kai-Lord und Verfasser des Buchs der Magnakai, treten. Sonnenadler suchte nach dem Wissen, das in den Weisheitssteinen von Nyxator enthalten war. Diese sieben Kristalle waren an verschiedenen Orten im Nördlichen Magnamund verstreut. Als sich Einsamer Wolf auf dieselbe Suche begibt wie einst Sonnenadler, bricht erneut Krieg aus. Die Schwarzen Lords haben sich unter einem einzelnen Anführer vereinigt und versuchen nun alles, um mit einer Invasion der friedlichen Länder das Unterfangen von Einsamer Wolf zu vereiteln. Einsamer Wolf jedoch folgt seiner Bestimmung; er kämpft sich durch die kriegsgebeutelten Reiche Magnamunds und betritt sogar Dimensionen jenseits der bekannten Welt. Letztendlich dringt er bis nach Helgedad, der Hauptstadt der Finsteren Länder, vor, um die Schwarzen Lords ein für alle Mal zu vernichten.
Die Großmeister-Reihe (Band 13 bis 20) erzählt von Großmeister Einsamer Wolf und dem Wiederaufbau des Kai-Ordens. Nach der Vernichtung der Schwarzen Lords führen Naar und seine Diener nun keinen offenen Krieg mehr, sondern suchen nach neuen, subtileren Wegen, um Macht und Einfluss zu gewinnen. Ihre Pläne konzentrieren sich dabei meist direkt auf Einsamer Wolf, der zur Schlüsselfigur der Mächte des Lichts geworden ist.
Im Zentrum der Kai-Orden-Reihe (Band 21 bis 28; in Deutschland seit November 2015 veröffentlicht) steht eine neue Hauptfigur: ein Großmeister des neuen Kai-Ordens und Schüler von Einsamer Wolf. Die Reihe gibt dem Spieler die Möglichkeit, einen eigenen Charakter mit eigenem Namen zu erstellen. Der Großteil der Reihe konzentriert sich auf die Versuche von Naars Anhängern, die Macht von Agarash dem Verdammten, Naars größtem Streiter und dem Nachfolger der Schwarzen Lords, für ihre eigenen dunklen Zwecke zu nutzen. Dabei wird auch das Südliche Magnamund erforscht, wo das Zentrum von Agarashs Imperium lag, und das in den vorhergehenden Bänden keine große Rolle spielte.

## Entstehung und Veröffentlichung
Joe Dever, der schon in seiner Kindheit ein großes Interesse an historischen Schlachten und Strategiespielen hatte, hat gesagt, dass er seine frühe Inspiration für Einsamer Wolf aus Klassikern der englischen Literatur wie Beowulf, Ivanhoe und der Artus-Sage gezogen hat. In seiner Jugend hatten vor allem J. R. R. Tolkien, Michael Moorcock und Mervyn Peake, sowie sein Interesse für Militärgeschichte und nordische Mythologie großen Einfluss auf die Entstehung der Kai. Zudem hat er Reisebücher genutzt, um „exotische Orte“ für seine Fantasywelt zu erschaffen.
Dever entwickelte die Welt Magnamund von 1975 bis 1983 als Schauplatz für seine Dungeons-&-Dragons-Kampagnen, und Einsamer Wolf war dabei Joe Devers eigener Spielcharakter. Ursprünglich nannte er die Welt Chinaraux, und sie bestand zunächst nur aus dem Nördlichen Magnamund. Es fällt auf, dass klassische Fantasy-Motive, wie Elfen und Orks, in Devers Welt fehlen, da er sehr darauf bedacht war, Magnamund als eigenständige Fantasywelt zu erschaffen. Während einige der Namen und Motive an die Nordische Mythologie angelehnt sind, sind die meisten anderen frei erfunden. Dever hat für die Giaks sogar eine eigene Sprache entwickelt, und die Namen der Städte in den Finsteren Ländern setzen sich aus dieser Sprache zusammen. (Helgedad bedeutet z. B. „Schwarze Stadt“.) Zum Schreiben eines Buches brauchte Dever ca. neun Wochen, drei zum Zeichnen der Karten und zum Planen der Handlung, und weitere sechs für das Schreiben des Textes, wobei er durchschnittlich zwölf Abschnitte pro Tag schrieb.
Dever stand zunächst bei dem Londoner Verlag Hutchinson unter Vertrag. Dieser Vertrag umfasste am Anfang vier Bücher, obwohl Dever bereits zwölf geplant hatte. Nach dem großen Erfolg der ersten Bücher wurde der Vertrag bald erweitert, so dass am Ende insgesamt 28 Bücher veröffentlicht wurden. Danach wurde die Reihe durch den Verlag eingestellt, mit der Begründung, dass das Interesse am Spielbuch-Genre langsam verebbe – trotz hunderter Anfragen von Fans nach Büchern, die bereits vergriffen waren. Damit wurden die letzten vier Bände (29 bis 32) nie veröffentlicht, obwohl sie Dever bereits fertiggeplant hatte.
Darüber hinaus entstand die 4-teilige Reihe Silberstern der Magier, die von Devers Freund Ian Page verfasst wurde und auf Pages eigenem Spielcharakter in der Welt von Magnamund beruhte. Sie spielt ausschließlich im Südlichen Magnamund und erzählt von Silbersterns Kampf gegen den Dämonenkönig Shasarak.
In Deutschland wurde Einsamer Wolf (ebenso wie Silberstern der Magier) ab 1984 durch den Goldmann Verlag veröffentlicht und auch hierzulande ein großer Erfolg. Dennoch wurde die Reihe Anfang der 1990er Jahre nach Band 12 eingestellt. Joe Dever vermutet, dass die Gründe hierfür im Besitzerwechsel des Verlags lagen, dem eine neue strategische Ausrichtung des Verlags folgte.

## Neuauflage
Nach dem Ende der Spielbuch-Reihe widmete sich Joe Dever anderen Projekten (unter anderem der Entwicklung von Computerspielen), bis er 2002 schließlich zusammen mit Moongoose Publishing ein Einsamer-Wolf-Rollenspiel entwarf und in England veröffentlichte. Im Rahmen dieser Zusammenarbeit bot Moongoose Publishing Dever an, auch die Spielbuch-Reihe neu aufzulegen.
Mongoose Publishing hat im Juli 2007 mit der englischen Neuauflage begonnen, wobei die Bücher von Rich Longmore (Band 1 bis 12) und Nathan Furman (Band 13 und darüber hinaus; einschließlich der Bonusabenteuer) komplett neu illustriert werden. Der erste Band wurde von Joe Dever inhaltlich überarbeitet und um 200 Spielabschnitte erweitert, während alle weiteren Bände von Moongoose Publishing durch Bonusabenteuer erweitert werden. Die Neuauflage wird auch die bisher unveröffentlichten Bände 29 bis 32 enthalten. Seit Band 18 wird die Originalausgabe nicht mehr von Mongoose Publishing vertrieben, sondern vom Mantikore-Verlag, der bereits seit 2009 die deutschen Übersetzungen der Neuauflage veröffentlicht.
Für die Neuauflage des ersten Bands hat Joe Dever unter anderem die Anfangssequenz vollständig überarbeitet. Anstatt die Abtei bei seiner Rückkehr bereits zerstört vorzufinden, beteiligt sich Einsamer Wolf nun an der Schlacht um die Abtei. Joe Dever sagte, dies sei die einmalige Chance, der Reihe einen besseren Einstieg zu verschaffen, da er inzwischen auch ein viel besser Autor sei als noch am Anfang seiner Karriere.

## „Joe Dever's Lone Wolf“ (Spiel)
Ende 2013 wurde eine Version für das mobile Betriebssystem iOS (Apple iPad / iPhone) veröffentlicht, die die Abenteuer von Einsamer Wolf im Kampf gegen die Schwarzen Lords in seinem ihm vom König verliehenen Herrschaftsbereich schildert. Das Spiel besteht aus sich abwechselnden längeren Textkapiteln, Entscheidungsfragen, die den Verlauf der Geschichte in unterschiedliche Richtungen lenken, und Kämpfen mit den Handlangern der Schwarzen Lords.
Inzwischen ist das Spiel auch für Android und Steam erhältlich.

## Der Erfolg von Einsamer Wolf
Die Spielbuch-Reihe wurde in über 30 Ländern veröffentlicht, in 18 Sprachen übersetzt, und hat weltweit insgesamt über 10 Millionen Exemplare verkauft. Jedes der ersten 20 Bücher brachte es auf eine Auflage von durchschnittlich 250.000 Stück.
Die Reaktionen auf die Spielbuch-Reihe Einsamer Wolf sind weithin positiv. In England erhielt die Reihe einige Buchpreise. Autor Joe Dever selbst erhält großes Lob für seine veranschaulichende und bildliche Erzählweise, sowie für die Tatsache, dass, wenn man die Bücher hintereinander spielt, sich dem Leser eine fortlaufende und zusammenhängende Geschichte offenbart, in der man immer wieder auf bekannte Charaktere trifft – etwas, das für das Spielbuch-Genre eher untypisch ist.
Dennoch gibt es einige Kritikpunkte. Vor allem der stark schwankende Schwierigkeitsgrad wird dabei häufig bemängelt. Die Kämpfe fallen oft zu schwer oder zu einfach aus. Hauptursache hierfür ist der Erhalt des Sommerswerds in Band 2 „Feuer über den Wassern“, welches die Kampffähigkeiten des Trägers drastisch verbessert. Ein weiterer Grund ist, dass der Spieler mit teils sehr unterschiedlichen Charakterwerten in das Spiel starten kann. Auch die Tatsache, dass man die Bücher sowohl in Reihe als auch eigenständig spielen kann, macht es schwer, ein genaues Maß für den Schwierigkeitsgrad festzulegen, da spezielle Gegenstände und zusätzliche Fertigkeiten aus vorherigen Büchern in den folgenden Bänden von Vorteil sind.

## Project Aon
Da die englischen Originale nicht mehr aufgelegt wurden, wurde gegen Ende der 1990er Jahre von Fans das Project Aon gegründet. Ziel ist die Bücher für private Zwecke in elektronischer Form bereitzustellen. Joe Dever unterstützte das Projekt. Die Urheberrechte des Autors und der anderen Mitautoren sowie der Künstler der Illustrationen wird durch deren Zustimmung am Project Aon nicht verletzt. Die freiwilligen Mitglieder des Projektes haben zahlreiche Bände durch Umwandlung in HTML-Dokumente elektronisch aufbereitet, Rechtschreibfehler korrigiert und mit den Originalgrafiken versehen. Dadurch ist es möglich, die Bücher über einen Internet-Browser zu spielen.

## Bibliographie

### Goldmann Verlag
Einsamer Wolf wurde zuerst ab 1984 im Goldmann Verlag veröffentlicht. Dabei sind folgende Titel erschienen:
1. Flucht aus dem Dunkel (1984)
2. Feuer über den Wassern (1984)
3. Gefahr in den Höhlen (1985)
4. Schlacht über den Gräbern (1985)
5. Das Buch der Magnakai (1986)
6. Königreich des Schreckens (1986)
7. Das Schloß des Todes (1988)
8. Der Dschungel des Grauens (1988)
9. Der Dämonenkessel (1988)
10. Die Kerker von Torgar (1989)
11. Die Gefangenen der Zeit (1989)
12. Die Herren der Dunkelheit (1990)

### Mantikore-Verlag
Seit April 2009 werden die Bücher in einer inhaltlich erweiterten Fassung durch den Mantikore-Verlag neu aufgelegt. Die Titelnamen weichen dabei teilweise von der alten Auflage durch den Goldmann Verlag ab, da sie sich näher an den englischen Originaltiteln orientieren:
1. Flucht aus dem Dunkel (April 2009)
2. Feuer über den Wassern (Oktober 2009)
3. Die Grotten von Kulde (April 2010)
4. Die Schlucht des Schicksals (Oktober 2010)
5. Die Schatten der Wüste (April 2011)
6. Die Königreiche des Schreckens (Juli 2011)
7. Schloss des Todes (September 2011)
8. Der Dschungel des Grauens (Dezember 2011)
9. Die Ruinen von Zaaryx (April 2012)
10. Die Kerker von Torgar (Juli 2012)
11. Die Gefangenen der Zeit (Oktober 2012)
12. Die Herren der Dunkelheit (Dezember 2012)
13. Die Druiden von Ruel (April 2013)
14. Die Verdammten von Kaag (August 2013)
15. Der Darke Kreuzzug (November 2013)
16. Vashnas Vermächtnis (März 2014)
17. Der Todeslord von Ixia (September 2014)
18. Drachendämmerung (Januar 2015)
19. Der Schatten des Wolfes (Mai 2015)
20. Der Fluch von Naar (September 2015)
21. Jagd nach dem Mondstein (November 2015)
22. Die Piraten von Shadaki (April 2017)
23. Die Krone von Siyen (April 2018)
24. Der Runenkrieg (Juli 2019)

Der Mantikore-Verlag hat angekündigt bis 2020 alle 32 Bände der Reihe in Deutschland zu veröffentlichen.